# ساشا يوفانوفيتش (لاعب كرة قدم صربي)
ساشا يوفانوفيتش هو لاعب كرة قدم صربي في مركز الهجوم، ولد في 12 يناير 1988 في جمهورية يوغوسلافيا الاشتراكية الاتحادية. لعب مع FK Jedinstvo Bijelo Polje ‏.

## وصلات خارجية
- ساشا يوفانوفيتش (لاعب كرة قدم صربي) على موقع قاعدة بيانات كرة القدم.إي يو (الإنجليزية)
- ساشا يوفانوفيتش (لاعب كرة قدم صربي) على موقع قاعدة بيانات كرة القدم.إي يو (الإنجليزية)
- ساشا يوفانوفيتش (لاعب كرة قدم صربي) على موقع Soccerway.com (الإنجليزية)
- ساشا يوفانوفيتش (لاعب كرة قدم صربي) على موقع عالم كرة القدم.نت (الإنجليزية)